# Politicologie

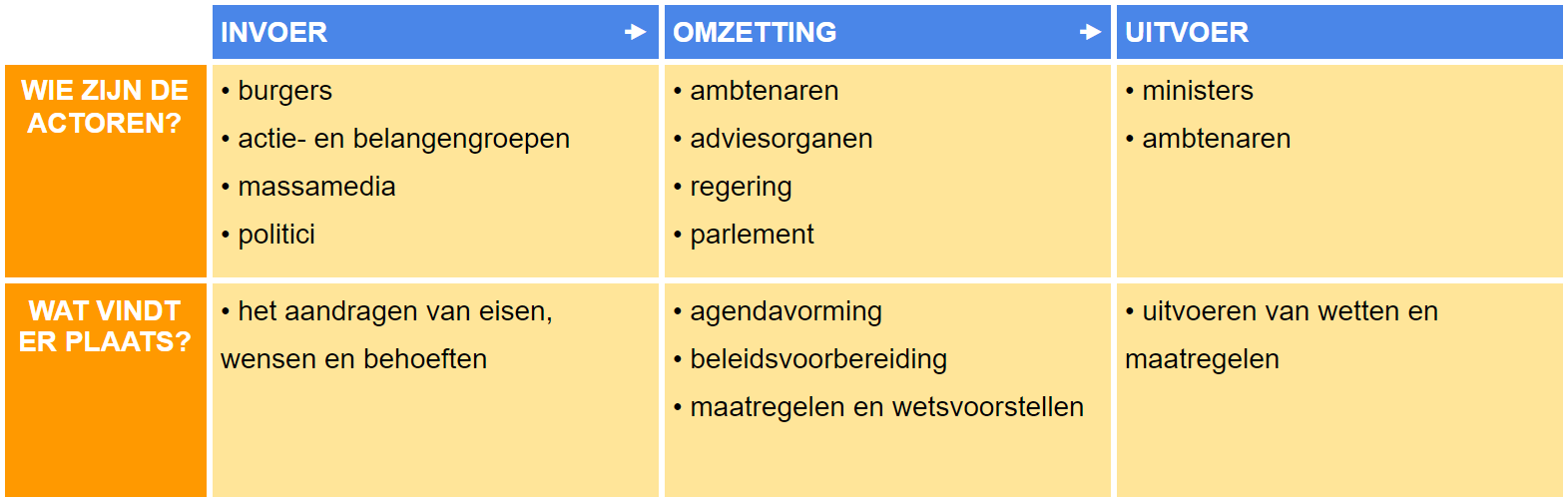
De fasen van besluitvorming volgens de systeemtheorie van David Easton

Politicologie (ook wel politieke wetenschap, politieke wetenschappen of staatkunde genoemd) is de sociaalwetenschappelijke discipline die zich bezighoudt met de studie van politiek. De 
politicologie wordt gekenmerkt door haar substantiële interesse in de politiek in al haar vormen. De politicologie kent niet één, exclusieve methode of dominante theoretische benadering: in methodologisch en theoretisch opzicht is de politicologie pluralistisch. Er zijn verschillende theoretische benaderingen, bijvoorbeeld de politieke psychologie, de rationelekeuzetheorie en het institutionalisme. Deze benaderingen worden door politicologen naast elkaar gebruikt; ze worden soms door onderzoekers geïntegreerd, soms staan de benaderingen in academische debatten tegenover elkaar. Politicologen passen verschillende methoden toe, met name kwalitatieve onderzoeksmethoden, zoals casusonderzoek, en kwantitatieve onderzoeksmethoden, bijvoorbeeld statistiek en experimenten.
Een van de redenen voor het pluralisme in de politicologie is dat de precieze definitie van wat het begrip 'politiek' inhoudt omstreden is. Er zijn grofweg twee benaderingen van het begrip 'politiek'. De eerste bedoelt met 'politiek' de instituties van de overheid; politicologie is dan de studie van deze instituties. De tweede benadering ziet politiek als het gebruik van macht van mensen over andere mensen; daarmee is de politicologie de studie van "de gebruikte technieken voor het uitoefenen van sociale macht", en beperkt haar onderzoeksgebied zich niet slechts tot de overheid, maar strekt dit zich uit over alle sociale domeinen waar macht wordt uitgeoefend.
Politicologen lenen methoden, theorieën en begrippen uit andere disciplines als de sociologie, psychologie, economie, filosofie, rechtsgeleerdheid en het vakgebied van de geschiedschrijving. De scheidslijnen tussen deze disciplines en de politicologie zijn niet scherp gedefinieerd. In de grensgebieden tussen deze disciplines en de politicologie liggen subdisciplines als de politieke sociologie, politieke psychologie, politieke economie, politieke filosofie, staatsrecht en politieke geschiedenis. Aan onderzoek op ieder van deze interdisciplinaire gebieden dragen steeds onderzoekers van beide disciplines bij. In Nederland geldt daarnaast dat het vakgebied der politicologie organisatorisch gescheiden is van dat van de bestuurskunde. Daarbij richt de bestuurskunde zich op het openbaar bestuur in algemene zin, terwijl de politicologie zich meer richt op de klassieke politieke instituties.

## Geschiedenis van de politicologie
De geschiedenis van de politicologie gaat terug tot het werk van Griekse filosofen als Plato en Aristoteles en Romeinse historici als Polybius. Zij schreven als eersten op een systematische manier over het functioneren van de staat, waarbij ze verschillende politieke regimes vergeleken. Een belangrijke doorbraak was het werk van de renaissance-denker Niccolò Machiavelli. Machiavelli legde de focus op het individu, zoals de vorst (in De Vorst) en de burger (in Over de Burger), en op de drijfveren van hun handelen, waarbij hij gebruik maakte van "systematische empirische waarneming". In de zeventiende eeuw werden aan verschillende universiteiten de eerste leerstoelen Politieke Wetenschap opgericht. Het ging daarbij om de leerstoel voor Politiek en Welsprekendheid, in 1602 ingesteld aan de Universiteit van Uppsala, en de leerstoel Politieke Wetenschap, in 1612 ingesteld door de Universiteit Leiden. De Leidse leerstoel werd bij oprichting ingenomen door Daniël Heinsius.
De moderne politicologie is als wetenschap ontstaan in de Verenigde Staten, in de tweede helft van de negentiende eeuw. De Amerikaanse historicus Herbert Adams zou de term politieke wetenschappen ('political science') hebben bedacht, toen hij geschiedenis doceerde aan de Johns Hopkins-universiteit. De empirische studie van de politiek begon met vroege werken als Political Science: Or the State Theoretically and Practically Considered van Theodore Woolsey uit 1878 en The State: Elements of Historical and Practical Politics van Woodrow Wilson uit 1889. Deze werken hadden een sterk descriptief karakter en richtten zich op de formeel-juridische aspecten van politieke instituties. Deze benadering wordt institutionalisme genoemd. In deze perioden werden departementen Political Science, Government en Politics opgericht aan Amerikaanse Universiteiten. Deze werden vaak bevolkt door historici, juristen en politiek-filosofen. Tegelijkertijd vond er onderzoek plaats, dat nu als politicologisch aangeduid zou worden, bij de departementen voor rechten en geschiedenis. In 1903 werd in Amerika de American Political Science Association opgericht, nog steeds de belangrijkste vereniging van politicologen. Na de Eerste Wereldoorlog vindt het eerste politicologische onderzoek plaats dat gebruik maakte van grootschalige enquêtes aan de University of Chicago. Dit onderzoek had een politiek-psychologisch karakter; de focus lag op de 'menselijke factoren' die politiek gedrag structureerden. De empirische studie van politicologie ontwikkelde zich in deze periode met name in de Verenigde Staten wat tot de huidige tijd het belangrijkste land voor de politicologie zou blijven.
Professor N.W. Posthumus had in 1946 in het Amsterdamse studentenblad Propria Cures plannen ontvouwd voor het stichten van een universitaire faculteit met politieke wetenschappen als kern.
Hierna kwam de wetenschappelijke studie van de politiek pas echt op gang: het aantal opleidingen groeide sterk, ook in Nederland waar in 1947 aan de Universiteit van Amsterdam de eerste opleiding politicologie ('algemene politieke en sociale wetenschappen') werd gestart aan de nieuwe Politiek Sociale Faculteit. In 1950 werd de Nederlandse Kring voor Wetenschap der Politiek opgericht, als vereniging van politicologen. Sinds 1964 publiceert zij het blad Acta Politica. Na de Tweede Wereldoorlog werd de University of Michigan een belangrijke plek voor de vorming van Amerikaanse politicologen in kwantitatieve politicologische methoden, zoals statistiek en in het bijzonder enquêtes onder kiezers. In Europa werd sterk gebouwd op de Amerikaanse politicologie. Een belangrijke ontwikkeling in de politicologie was de 'behavioral revolution' van de jaren '50 en '60 Een nieuwe generatie politicologen benadrukte dat politicologisch onderzoek zich moest richten op datgene wat direct waarneembaar is, en dat de politicologie haar uitspraken empirisch moet testen. Het onderzoek verschoof van het beschrijven van de formeel-juridische aspecten van politieke instituties, naar het verklaren van het gedrag van politieke actoren (kiezers, Kamerleden, ministers, partijen, belangengroepen). Behavioristische politicologen werkten vaak samen met sociologen. De kwantitatieve benadering, die was ontwikkeld voor onderzoek naar kiezersgedrag, werd steeds vaker toegepast op andere "actoren" en andere onderdelen van de politieke cyclus, zoals de uitvoering van beleid. In deze periode werd politicologie een echt wetenschappelijke discipline, waarbij publicaties gebaseerd waren op peer-review. In 1970 werd de European Consortium for Political Research opgericht een belangrijk forum voor de ontwikkeling van politicologie in Europa. De belangrijkste Nederlandse politicoloog uit deze periode is Arend Lijphart. Hij geldt als een van de invloedrijkste politicologen in het veld van de vergelijkende politicologie. Hij ontwikkelde, op basis van hoe de Nederlandse politiek functioneerde ten tijde van de Verzuiling, samen met Hans Daalder het begrip pacificatiedemocratie, dat laat zien dat politieke stabiliteit kan worden bereikt in een diep verdeelde samenleving
De politieke filosofie, waar de politicologie uit voortkomt, is altijd onderdeel gebleven van de discipline. Met het werk van John Rawls, zoals met name A Theory of Justice dat werd gepubliceerd in 1971 kreeg de politieke filosofie een belangrijke impuls.
In de jaren '70 werd, onder druk van een nieuwe generatie studenten, het marxisme een belangrijke stroming, zeker aan de Nederlandse universiteiten, zoals de Universiteit van Amsterdam. Dit ging soms gepaard met conflicten, zoals aan de Universiteit van Amsterdam, waar hoogleraar Hans Daudt zijn onderwijs staakte toen studenten die marxistischer onderwijs wilden, zijn onderwijs ontregelden; en aan de Radboud Universiteit waar studenten in de "gedemocratiseerde universiteit" de benoeming van Bob Reinalda als hoogleraar afdwongen. In zijn wetenschappelijke benadering legt het marxisme de nadruk op de centrale rol die conflicten tussen de sociale klassen innemen in het bepalen van politieke uitkomsten.
in de jaren '80 werd rationelekeuzetheorie, de toepassing van economische modellen op de politieke besluitvorming, de dominante benadering in de politicologie. In 1957 was Anthony Downs de eerste die dit deed in zijn "An Economic Theory of Democracy". In deze benadering worden politieke besluiten formeel gemodelleerd aan de hand van speltheorie. William Riker geldt als een belangrijke exponent van deze benadering.
In de jaren '90 herleefde het institutionalisme als 'nieuw- (of neo)institutionalisme'. Onderzoekers legden de nadruk terug op politieke instituties en de manier waarop zij invididueel gedrag structureren. Deze term dekt echter een veelheid aan benaderingen, zoals het rational choice institutionalism dat kijkt naar de manier waarop politieke instituties prikkels beïnvloeden, en het "normatief institutionalisme" dat kijkt naar politiek gedrag veroorzaakt door de politieke positie van mensen, en de normen vanwaaruit mensen handelen. Deze benadering zorgde ervoor dat politicologen niet meer zwart-wit denken over het belang van het zelfstandig handelen van politieke actoren en de politieke structuur waar zij zich in bevinden.
In reactie op het beperkte, rationele mensbeeld van de rationelekeuzetheorie, heeft in de laatste decennia ook de politieke psychologie aan invloed gewonnen. Deze benadering legt de nadruk op de beperkte vermogen om met informatie om te gaan die politieke actoren hebben, hoe sociale beïnvloeding en groepsprocessen werken en de rol die (onbewuste) karaktereigenschappen hebben op politiek gedrag.

## Pluralisme binnen de politicologie
De politicologie kent een veelheid aan subdisciplines en benaderingen. Bij politicologisch onderzoek kan  onderscheid worden gemaakt tussen de 'focus', dat wil zeggen de theoretische benadering, en de 'locus', het specifieke onderzoeksobject.

### Verschillende onderzoeksniveaus in de politicologie
De politicologie in zowel Nederland als België, onderzoekt de politiek op verschillende niveaus:
- nationale politiek, de bestudering van het politieke systeem van de eigen staat.
- internationale politiek of leer der internationale betrekkingen, bestudeert de werking van internationale overheden, zoals de VN, en de onderlinge betrekkingen tussen staten. De polemologie, de studie van oorlog en vrede, is hier een deelgebied van, evenals de internationale politieke economie, die zich bezighoudt met internationale handel en ontwikkelingsvraagstukken.
- vergelijkende analyse van politieke systemen, is een veld dat zich bezighoudt met het vergelijken van verschillende nationale politieke systemen.
- politiek van de Europese Unie, is een veld in ontwikkeling, dat zich zowel baseert op de leer der internationale betrekkingen als op vergelijkend onderzoek naar federale systemen.

### Focus van de politicologie
Belangrijke benaderingswijzen binnen de politicologie zijn achtereenvolgens:
- het behaviorisme, dat inzichten uit het positivisme wil toepassen op de politiek, en zich richt op waarneembaar politiek gedrag.[26]
- het pluralisme, dat zich richt op de overheid als de plek waar verschillende groepen concurreren om invloed op het te voeren beleid.[43] Deze benadering kent haar oorsprong in het werk van Bentley The Process of Government uit 1908 en had haar hoogtepunt in Robert Dahls Who Governs uit 1961.
- de rationelekeuzetheorie, dat politiek gedrag verklaart als respons op incentives (prikkels) die politieke actoren [44] ondervinden vanuit hun sociale omgeving.[45] In de rationelekeuzetheorie worden de beslissingen van politieke actoren formeel gemodelleerd vanuit de speltheorie. Deze benadering bouwt sterk op de economische wetenschap en op de speltheorie binnen de wiskunde.
- het institutionalisme, dat zich focust op politieke instituties, regels, normen en waarden. Dit onderzoek benadrukt dat menselijk gedrag wordt gestructureerd door de instituties waarbinnen actoren opereren.[35] Institutionalisme binnen de politicologie leent inzichten uit het staatsrecht, de politieke geschiedenis en de sociologie
- het constructivisme, dat stelt dat de politiek gedreven wordt door de betekenissen die actoren geven aan hun handelingen en hun context.[35]
- de politieke psychologie, dat politiek gedrag probeert te verklaren vanuit de persoonlijkheid van individuen, hun beperkte vermogen om met informatie om te gaan, sociale beïnvloeding en groepsprocessen.[42]
- het marxisme, dat voortbouwt op het werk van Karl Marx, en de politiek als een conflict tussen maatschappelijke klassen onderzoekt.[35]
- de politieke filosofie zoekt, anders dan eerdergenoemde benaderingen, niet naar een verklaring, maar naar de rechtvaardiging van politiek gedrag en van de politieke instituties. Deze benadering houdt zich bezig met normatieve vragen. Toch wordt politieke filosofie als subdiscipline van de politicologie gezien.[46]

Binnen de leer der internationale betrekkingen zijn eigen theoretische perspectieven ontstaan, de belangrijkste hiervan zijn achtereenvolgens het:
- realisme, dat het eigenbelang van staten benadrukt. Realisten menen dat militaire macht de belangrijkste macht van staten is. Realisten zien de internationale politiek als een anarchistisch geheel, waarin staten hun eigen belangen nastreven, die vaak strijdig zijn. Conflicten, met name oorlog, maar ook economische en politieke conflicten, worden door deze stroming gezien als onvermijdelijk. In de internationale politieke economie benadrukken zij de voordelen van protectionisme.
- liberalisme, dat het eigenbelang van het individu benadrukt. Het heeft oog voor andere vormen van macht, met name economische. Het legt de nadruk op samenwerking tussen staten, bilateraal of multilateraal, in internationale verdragen en organisaties. Liberalen menen dat oorlog vermeden moet worden. In de internationale politieke economie leggen zij de nadruk op de voordelen van vrijhandel en een open economie.
- marxisme, met vooral aanhangers onder wetenschappers, die de structurele, internationale ongelijkheid tussen Noord en Zuid onderzoeken. Volgens het marxisme en het daaraan verwante structuralisme, ligt de basis voor deze structurele achterstelling in de economische klassenverhoudingen die voortkomen uit het kapitalisme. Oorlogen en conflicten zien zij als onvermijdelijke uitingen van deze onrechtvaardige structuren in de internationale politiek.